# Fullback (football americano)

La disposizione del fullback nella linea d'attacco

Il fullback (FB) è uno dei ruoli dell'attacco di una squadra di football americano, generalmente sta dietro o a fianco del quarterback e davanti all'halfback. Il suo compito in molte azioni di gioco è quello di creare varchi per l'halfback oppure bloccare i difensori della squadra avversaria; certe volte corre lui stesso oppure riceve la palla lanciata dal quarterback. I giocatori che ricoprono questo ruolo spesso non eccellono in velocità e in agilità ma hanno una buona costituzione fisica e sono abili nel fermare i tackles degli avversari.